# のとドン
のとドンは、公益社団法人石川県観光連盟の公式マスコットキャラクター。石川県能登半島のイベント能登ふるさと博の際に、186点の一般公募から選定された。ゆるキャラグランプリにも参加した。

## 解説
2008年6月23日生まれ。能登半島の形をモチーフにデザインされており、口の中のハートマークは能登島を表している。名前の「のとドン」には、能登の祭りの太鼓の音（ドンドン）や能登オリジナル丼物である能登丼のほか、「どんどん能登に来てください」という思いが込められている。
能登半島の形には見えず、プリンのように見えることから、以前は嫌いな食べ物にプリンを挙げていた。本人は「自分を食べているような気になるから」と言っていた。一方「チャレンジしてみたら美味しくってはまってる」と、最近のお気に入りとしている。